# بيلي واتكن
بيلي واتكن (بالإنجليزية: Billy Watkin)‏ (14 ديسمبر 1923 في المملكة المتحدة - 2001) هو لاعب كرة قدم بريطاني (وحمل سابقاً جنسية المملكة المتحدة لبريطانيا العظمى وأيرلندا) في مركز مهاجم داخلي. لعب مع غريمسبي تاون ونادي ميدلزبره ونادي غيتزهد ونادي مانسفيلد تاون.

## وصلات خارجية
- بيلي واتكن على موقع قاعدة بيانات كرة القدم.إي يو (الإنجليزية)